# Буриан, Эдмунд
Эдмунд Буриан (чеш. Edmund Burian; 18 ноября 1878, Островашиче, Австро-Венгрия — 23 ноября 1935, Брно, Чехословакия) — чехословацкий левый политик, депутат Национального Собрания, журналист.

## Биография
Родился в 1878 году в Южной Моравии. Окончив учёбу, в 1897 года вступил в Брно в социал-демократическую партию, участвовал в издании социал-демократической газеты «Равенство». Принимал активное участие в большой забастовке текстильщиков 1898 года в городе Брно и его окрестностях. С 1899 по 1910 состоял членом исполкома социал-демократической партии и ответственным редактором её органа «Rovnost» («Равенство»). 
В 1911 году участвовал в создании Чешской социал-демократической партии в Австрии (так называемые «централисты»). Работал в Брно, в 1910—1914 публиковался в выходившей в этом городе газете «Proletář» («Пролетарий»).
В 1918—1920 депутат Революционного Национального собрания Чехословакии от социал-демократов, в рядах которых был одним из активнейших организаторов коммунистического движения в Моравии. На выборах 1920 был избран в Национальное собрание Чехословацкой Республики от социал-демократов. 
В октябре 1920 года вместе с 22 коллегами основал парламенте фракцию социал-демократической левой. Вскоре перешёл в недавно созданную Коммунистическую партию Чехословакии, до 1924 член исполкома КПЧ, причём на 2-м съезде в том же 1924 году избирался членом Политбюро ЦК. В 1925 году на выборах подтвердил свой депутатский мандат.
В 1921 возглавлял делегацию Чехословакии на Третьем конгрессе Коминтерна. 14 июля 1921 вошёл в состав Исполкома Коминтерна. До 1927 работал в Коминтерне. Поддержал объединённую оппозицию в ВКП(б).
В 1929 против Буриана выступила группа молодых радикальных коммунистов во главе с Клементом Готвальдом, которых их внутрипартийные оппоненты называли «ребята-карлинисты». После 5-го съезда Коммунистической партии Буриан был исключён из компартии как сторонник Богумила Жилека. В июне 1929 он также был исключён из фракции Коммунистической партии в парламенте и стал членом новой депутатской группы под названием Коммунистическая партия Чехословакии (ленинцы).
Несколько лет жил в Германии, где участвовал в деятельности оппозиционных коммунистических групп. В 1932 возвратился в Чехословакию. Вскоре вступил в Социал-демократическую партию.